# Roberto Jáuregui
Roberto Mario Jáuregui (La Plata, 12 de agosto  de 1960 – Buenos Aires, 13 de enero de 1994) fue un periodista, actor y activista por los derechos humanos. Es reconocido por ser una de las primeras personas argentinas con VIH en visibilizar en los medios de comunicación masivos su historia de vida y las características del virus. Fue el primer coordinador general de Fundación Huésped, creada en 1989.

## Primeros años de vida
Nació el 12 de agosto de 1960, en la ciudad de La Plata. Hijo del abogado Carlos José Jáuregui  y la docente de nivel primario Elsa Guás (maestra primaria), vivió y creció junto a su hermano mayor Carlos, cerca de la actual Plaza España de la capital bonaerense. 
Era una familia chica, no más que ellos cuatro: aunque Jáuregui es un apellido común en el mundillo platense, se desconoce la existencia de más familiares. Los hermanos se criaron en un barrio de descendientes de italianos en su amplia mayoría, sobre todo constructores que habían hecho algo de dinero y querían para sus hijos una “buena educación”. 

Mabel Bellucci (activista queer argentina)
“Roby” fue el primero en hacer valer sus derechos a partir de una anecdótica historia infantil contada por Carlos. A los 9 años pidió que le compraran un muñeco del célebre Topo Gigio, pero sus padres se negaron porque lo consideraron un juguete “para nenas”. Lejos de resignarse, no solo insistió hasta obtenerlo, sino que también comenzó a fabricarle vestidos, lavarle el pelo con shampoo y peinarlo.

## Trayectoria
Roberto, al igual que su hermano Carlos Jáuregui, llegó a convertirse en un reconocido activista por los derechos LGBT+. Forjaron una relación muy unida y compartieron luchas conjuntas. Con Roberto se dividían las tareas: Carlos llevaba adelante los derechos del colectivo de la diversidad sexual y Roberto se especializaba con las demandas vinculadas al VIH.
A lo largo de los años, Roberto armó su vida a partir de su carismática voz ejerciendo como un periodista y actor. Se caracterizaba por la precisión de sus palabras, la fina ironía y el dramatismo esperanzador. Era un paladín contra las injusticias, pero principalmente contra la tristeza y la desesperanza..
En 1989 Roberto no tenía el dinero para el tratamiento que necesitaba, por lo que salió a los medios a denunciar la desigualdad en el acceso a los tratamientos disponibles en ese momento. Esta estrategia tuvo su punto máximo de exposición cuando en 1993 en el programa televisivo Hora Clave el periodista Mariano Grondona le pidió que se den un abrazo, para desmitificar que esa era una vía de transmisión del virus. En el programa de Mariano Grondona, ante la pregunta sobre si le tenía miedo a la muerte, él contestó: “¿Y usted, doctor, no le tiene miedo a la muerte?”.
A su vez, apareció en programas de ficción en los que también visibilizó la urgencia de la necesidad de respuesta al VIH. Estuvo en la novela Celeste protagonizada por Andrea del Boca, Dora Baret y Gustavo Bermúdez. Ahí se interpretó a sí mismo en una entrevista ficcional dónde hablaba sobre VIH y sida.

## Homenajes
Luego de su fallecimiento, Fundación Huésped creó el Hospital de Día "Roberto Jáuregui" dentro del Hospital Fernández, donde actualmente funciona el servicio de infectología.